# Freyssinet (entreprise)
Pour les articles homonymes, voir Freyssinet.
Freyssinet est une entreprise de construction et de rénovation de bâtiments et d’ouvrages de génie civil, filiale de Soletanche Freyssinet (groupe Vinci).

## Historique
En 1943, la Société technique pour l’utilisation de la précontrainte (STUP) est créée par Eugène Freyssinet et Edme Campenon fondateur de Campenon Bernard.
Dans les années 1950-1960, l'entreprise s'organise nationalement avec l'ouverture d'agences à Marseille, à Lille, à Nantes, à Strasbourg, à Lyon, à Toulouse et à Rambouillet.
En 1963, après le décès de son fondateur, Eugène Freyssinet, inventeur de la précontrainte, la STUP commence à se positionner à l'international.
En 1976, la STUP change de nom, devient Freyssinet International et se positionne sur de nombreuses réalisations majeures en particulier à l'étranger.
En 1982, dans un contexte de crise, l'entreprise est contrainte de céder plusieurs de ses filiales étrangères, mais retrouve rapidement des marchés grâce à ses spécialités telles que la précontrainte, les méthodes de construction, les structures à câbles et les équipements d’ouvrages, et accélère son développement[réf. nécessaire].  
En 1998 l'entreprise acquiert l'entreprise Terre armée internationale (TAI), en 1999 Menard Soltraitement, en 2000 les sociétés STTP et MTS intègrent le groupe et se développe à l'international participant en 2002 à la construction du pont d'Assouan. 
 
En 2007, le groupe intègre Soletanche Bachy ainsi que Nukem Limited.

## Filiales de Soletanche Freyssinet

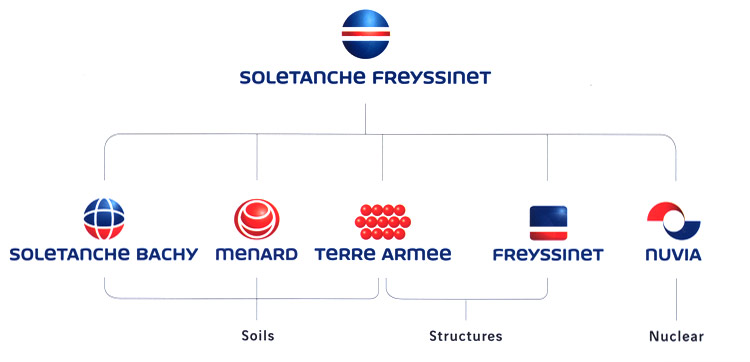
Principales filiales de Soletanche

- Freyssinet : Spécialiste de la précontrainte et du haubanage, des équipements d’ouvrage et des métiers de la réparation.
- Terre Armée Internationale : Spécialiste des murs en sol renforcé
- Ménard Soltraitement : Spécialiste de l’amélioration des sols
- Nuvia : Spécialiste au service du nucléaire
- Soletanche Bachy : Référence dans le domaine des fondations spéciales et des technologies du sol

## Réalisations

### En France
- Viaduc de Millau, mise en tension des haubans, 2004[6]
- Pont de Normandie, 1995[7]
- Rénovation du pont à haubans de Brotonne, 1977 (Normandie)
- Pont d'Oléron, 1966[8]
- Pont de Tancarville, 1959
- Réhabilitation du canal d’Oraison

### À l'étranger
- Pont Rio-Niterói au Brésil, 1974
- Complexe Olympique de Montréal
- Pont Vasco de Gama au Portugal
- Stade de Cardiff au Royaume-Uni[9]
- Plate-forme pétrolière Hibernia au large de Terre-Neuve
- Plate-forme pétrolière Ekofisk en mer du Nord
- Élevage des temples d'Abou Simbel en Égypte
- Pont de Gladesville en Australie
- Centrale nucléaire de Wylfa au Royaume-Uni
- Centrale nucléaire d'Oldbury au Royaume-Uni
- Pont de Ting Kau à Hong Kong[10]
- Pont Léonard P. Zakim à Boston
- Pont d'Assouan
- Pont-canal du Sart en Belgique[11]
- Rotation du pont de Cernavoda en Roumanie[12]
- Participation à la construction des viaducs du projet East Rail à Hong Kong